# Thomas Privé
Thomas Privé, né le 28 septembre 1987, est un pilote de rallye français.

## Biographie
Il débute les sports mécaniques en 2002 en discipline cross-car, puis endurance tout-terrain.
Il participe au  Trophée Andros en 2004, puis au championnat de France des rallyes Terre à compter de 2005 (26 épreuves disputées jusqu'en 2013).
De 2005 à 2011 il évolue sur Mitsubishi Lancer Evo. En 2012 il passe sur Citroen DS3 R3T. En 2013 il est sur Peugeot 208 VTi R2.
Il a terminé 4e du Tour de Corse en 2009  (Coupe de France).

## Palmarès

### Titre
- Champion de France des rallyes Terre: 2008 (à 21 ans, sur Mitsubishi Lancer Evo IX du Groupe N préparée par  SM Sports pour le Premium Racing team, copilote Patrice Zurro - 6 podiums sur 7 épreuves organisées);

### Victoires en championnat de France des rallyes Terre
- Rallye Terre du Diois: 2008;
- Rallye Terre de Vaucluse: 2008;

### Podiums en championnat de France des rallyes Terre
- 2e du rallye Terre de Provence: 2008[1];
- 2e du rallye Terre de l'Auxerrois: 2008[2] et 2009[3];
- 2e du rallye Terre des Causses: 2008;
- 2e du rallye Terre de Langres: 2009;
- 3e du rallye des Cardabelles: 2008;
- 3e du rallye Terre de Langres: 2010.